# 日本ドラゴンボート協会
一般社団法人日本ドラゴンボート協会は日本におけるドラゴンボート競技を統括する業界団体、国内競技連盟である。国際ドラゴンボート連盟、アジアドラゴンボート連盟、日本ワールドゲームズ協会に加盟している。

## 沿革
- 1992年7月23日 - 日本龍舟協会設立
- 2001年 - 日本ドラゴンボート協会に改める

## 大会
- ドラゴンカヌー選手権大会
- 日本国際ドラゴンボート選手権大会